# Ukiha
Ukiha (うきは市, Ukiha-shi) é uma cidade japonesa localizada na prefeitura de Fukuoka.
Em 1 de Novembro de 2007 a cidade tinha uma população estimada em 32 336 habitantes e uma densidade populacional de 275,1 h/km². Tem uma área total de 117,55 km².
Recebeu o estatuto de cidade a 20 de Março de 2005. A cidade foi criada em resultado da fusão das vilas de Ukiha e Yoshii (do distrito de Ukiha).